# Carystina (subtribus)
De Carystina zijn een subtribus van vlinders in de familie van de dikkopjes (Hesperiidae). 

## Geslachten
- Calvetta Grishin, 2022[1]
- Carystina Mabille 1878
- Coolus Grishin, 2019
- Daron Grishin, 2019
- Mielkeus Grishin, 2019
- Molo Godman, 1900
- Pseudosarbia Berg, 1897
- Pyrrhopygopsis Godman, 1901
- Turmosa Grishin, 2019
- Zetka Grishin, 2019